# 陈孚
陳孚（1259年—1309年），字刚中，號笏齋，台州路臨海縣（今浙江臨海市）人，元朝政治人物。
读书过目辄成诵，终身不忘。至元二十二年（1285年），任上蔡书院山长，“考满，谒选京师”，元至二十九年（1292年）为五品副使，随梁肃出使安南（今越南）。至元三十年正月，至安南，皇帝要重用他，可是陈孚是南人，遭人反对和嫉忌，擔任建德路总管，歷官翰林待制，兼国史院编修官。工於詩，有简谈之风。卒于成宗大德七年。著有《安南紀事》。

## 延伸阅读
[在维基数据编辑]
 《元史·卷190》，出自宋濂《元史》
 《新元史/卷237》，出自柯劭忞《新元史》